# Maureen Wilton
Maureen „Moe“ Wilton (* 30. November 1953) ist eine ehemalige kanadische Langstreckenläuferin, die vom Internationalen Leichtathletik-Verband als Weltbeste im Marathonlauf am 6. Mai 1967 mit einer Zeit von 3:15:23 in Toronto, Ontario, Kanada, anerkannt ist.

## Leben
Wilton, die im Alter von neun Jahren mit dem Laufen begann, war 13 Jahre alt, als sie das Zeichen setzte; es war ihr erster Marathonlauf und lief auf einer unbefestigten ostkanadischen Marathon-Meisterschaftsstrecke. Ihre Zeit übertraf den bisherigen Rekord aus dem Jahr 1964 um mehr als vier Minuten.
Wilton wurde von Thian „Sy“ Mah trainiert. Mah absolvierte an diesem Tag seinen ersten Marathon und stellte dann eine Guinness-Weltrekordmarke für die meisten Lebensmarathons auf. Auf Einladung von Mah lief auch Kathrine Switzer an diesem Tag den Marathon – nur sechzehn Tage nach ihrem historischen Lauf beim Boston-Marathon. Wilton soll Switzer, die etwa eine Stunde hinter ihr ins Ziel kam, gesagt haben, dass sie sich mehr für The Monkees interessiere als für das Laufen.
Wilton hörte im Alter von 17 Jahren auf zu laufen, obwohl sie mit 15 Jahren an den Cross-Country-Weltmeisterschaften in Schottland teilnahm.
Als Erwachsene arbeitete Wilton in der Finanzbranche, hat zwei Kinder und ist verheiratet (heute bekannt als Maureen Mancuso). Erst als ihre Tochter mit dem Wettkampfsport begann, nahm Wilton den Sport wieder auf und teilte ihre Laufgeschichte mit ihr. Wilton und Switzer liefen 2010 gemeinsam den Toronto GoodLife-Halbmarathon, ein Wiedersehen, das John Chipman in einer Reportage von CBC Radio mit dem Titel Did my Mom ever Run? dokumentierte.